# Festival international du film de comédie de l'Alpe d'Huez 2020
Le Festival international du film de comédie de l'Alpe d'Huez 2020, 23e édition du festival, se déroule du 14 au 19 janvier 2020.

## Déroulement et faits marquants
Le 18 janvier 2020, le palmarès est dévoilé : le grand prix est décerné à Divorce Club de Michaël Youn. Les prix d'interprétation sont remis à Elsa Zylberstein et Stéphane de Groodt pour Tout nous sourit, film qui remporte aussi le prix du Jury. Le prix du public est remis à Mine de rien de Mathias Mlekuz,.

## Jury
- José Garcia (président du jury), acteur
- Sabrina Ouazani, actrice
- Nicolas Benamou, réalisateur
- Chloé Jouannet, actrice
- Bob Sinclar, musicien

## Sélection

### En compétition

#### Longs métrages
- La Daronne de Jean-Paul Salomé
- Chacun chez soi de Michèle Laroque
- Divorce Club de Michaël Youn
- Forte de Katia Lewkowicz
- Mine de rien de Mathias Mlekuz
- Lucky de Olivier Van Hoofstadt
- Terrible Jungle de Hugo Benamozig et David Caviglioli
- Tout nous sourit de Mélissa Drigeard

### Hors compétition
- Le Lion de Ludovic Colbeau-Justin
- Miss de Ruben Alves
- L'Aventure des Marguerite de Pierre Coré
- SamSam de Tanguy de Kermel
- Satanic Panic de Chelsea Stardust

## Palmarès
- Grand prix : Divorce Club de Michaël Youn
- Prix d'interprétation féminine : Elsa Zylberstein pour Tout nous sourit
- Prix d'interprétation masculine : Stéphane de Groodt pour Tout nous sourit
- Prix du Jury : Tout nous sourit de Mélissa Drigeard
- Prix du public : Mine de rien de Mathias Mlekuz
- Prix du court métrage : ex æquo Partage de Johann Dionnet et Marc Riso et À fleur de boule de Patrick Cassir